# Howard megye (Texas)
Howard megye az Amerikai Egyesült Államokban, azon belül Texas államban található. Megyeszékhelye és legnagyobb városa Big Spring. Lakosainak száma 34 860 fő (2020. április 1.). Howard megye Borden, Glasscock, Mitchell, Sterling, Martin, Dawson és Scurry megyékkel határos.

## Népesség
A megye népességének változása:
| Lakosok száma | 35 020 | 34 980 | 35 454 | 36 147 | 37 206 | 34 860 |
|               | 2010   | 2011   | 2012   | 2013   | 2015   | 2020   |